# 工藤健太
工藤 健太（くどう けんた、1974年5月8日 - ）は、テレビ大分の社員で元同局のアナウンサーである。大分県大分市出身。
法政大学卒業後、1997年4月1日にテレビ大分に入社。アナウンサー時代には主に情報番組と報道番組を担当していた。別の部署へ異動してからは大阪支社に勤務している。

## アナウンサー時代の担当番組
- ハロー大分（司会、2006年4月1日 - 2009年3月28日）
- スパーク オン ウェイヴ（MC）
- TOSスピーク
- TOSニュース
- TOSスーパーニュースWEEKEND （土曜日キャスター）